# Huculský kůň

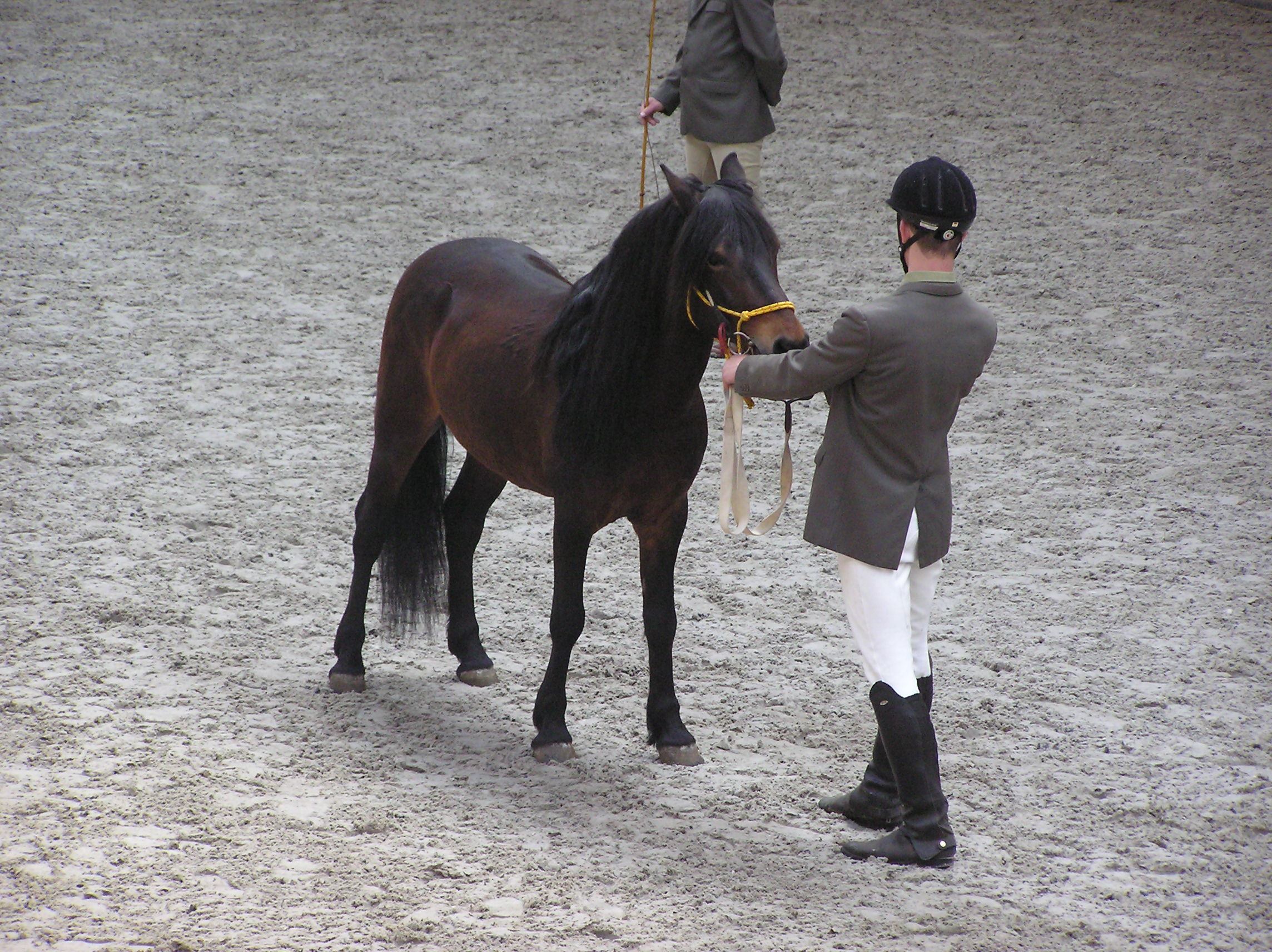
Huculský kůň

Huculský kůň (tzv. hucul) je malé houževnaté plemeno koně, chované původně především v Karpatech. Své jméno získal podle etnika ukrajinských horalů Huculů. Patří mezi přímé potomky již vyhynulého tarpana.

## Historie
Historie tohoto houževnatého horského koníka se nepočítá na stovky, ale zřejmě na tisíce let. Je možné, že vznikl přímo z tarpana lesního již v některém z období pleistocénu. Jeho domovinou jsou především rumunské a ukrajinské Karpaty. Původní využití tohoto koně bylo v zemědělství a v zápřahu. Tento kůň má předky v primitivních plemenech, avšak jeho ráz mu vetkla hlavně krajina, ve které žil – Karpaty v Podkarpatské Ukrajině. Koník vyniká odolností, původně to byl divoký kůň, který pravděpodobně vznikl křížením tarpana a koně Przewalského. To dokládá úhoří pruh na hřbetu a zebrování na nohou. Avšak toto plemeno pochází ze skupiny tzv. primitivních koní.

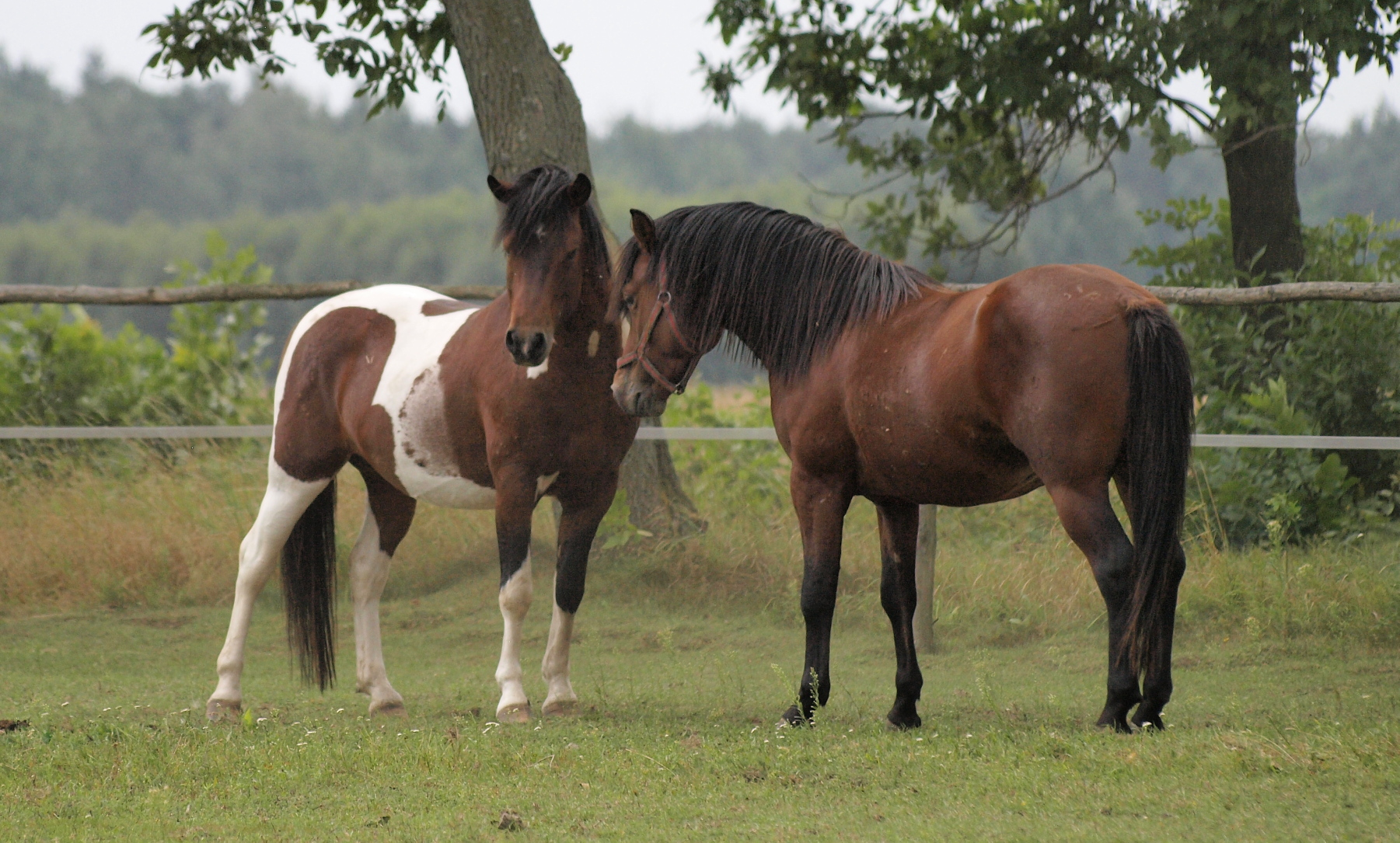
Huculští koně

## Popis
Někteří odborníci řadí hucula k severským plemenům poníků, jiní k tarpanovitým. Je to však zřejmě původní plemeno z východních Karpat a má tedy blízko k lesním tarpanům. Postupně se pak křížil s koňmi z okolních nížin a vzácně i s orientálními plemeny, takže se původní ráz poněkud setřel. Hucul je v průměru 136 cm vysoký (klisna menší), dlouhý 142 cm, obvod hrudi se pohybuje kolem 150 cm a holeně kolem 20 cm. Pevně stavěný koník se silnou kostrou má hrubší hlavu s rovným, vzácně klabonosým profilem na krátkém, svalnatém, dost vysoko nasazeném krku. Kohoutek je nižší, hřbet pevný. Nízko nasazený ocas je dlouhý a dost bohatý, hříva a kštice jsou husté. Nohy mají výrazné klouby, zadní bývají šavlovité. Zbarvení bylo původně šedé nebo plavé, dnes převládají hnědáci. Bílé znaky prozrazují cizí vlivy. Je dlouhověký, skromný, velmi odolný a dokonale přizpůsobený drsným horským podmínkám. Na svou velikost je neobyčejně silný, vyniká jistým krokem a obratností v terénu. Kdysi se po celý rok choval na pastvinách a přikrmoval se zřídka.

## Hlavní linie
Mezi hlavní linie huculských koní patří:
- Goral
- Gurgul
- Hroby
- Oušor
  - … dříve i linie Dychov, která dnes již neexistuje

Hucul byl v 50. letech minulého století křížen také s tarpanem (dnešního typu), společně také s fjordským koněm a chladnokrevnými plemeny.

## Využití
Pod sedlem i v tahu: především vyjížďky a hipoturistika, ale i skoky, hipoterapie, voltiž, stahování dřeva, tah lehkého kočáru… Ze země se dobře učí cirkusovým kouskům (jako např. poklona). Je klidný, a proto na něm mohou jezdit a starat se o něj i malé děti. Je to rodinný kůň, silný, takže unese lehce i dospělého, má všestranné využití, velmi odolný a nenáročný, dobře chodí ve skupině (společné vyjížďky) a je přátelský. Celý rok může být chován na pastvině (jen v zimě je ho potřeba přikrmovat senem).

## Chov v Česku
Po první a druhé světové válce (zde byl velmi využíván) se ocitl na pokraji vyhynutí. Naštěstí bylo několik jedinců přivezeno z Lučiny roku 1922 do ČR, kde se jeho chov opět úspěšně rozvinul. Zbytek koupeného stáda byl prodán do Polska a Rumunska. Po roce 1970 bylo těchto koní málo, hrozilo jim zde vyhynutí. Díky nadšencům, kteří zakoupili na Slovensku čtyři klisny, získali veřejnou podporu a roku 1972 založili první Hucul klub v osadě Zmrzlík u Prahy, byl chov opět obnoven. O sedm let později se mohli první koně vracet do původních rodišť. I dnes žije v České republice více než polovina světové populace huculských koní.

## Potrava
Seno 6–8 kg nebo tráva 30–35 kg denně, při těžké práci i oves (1–2 kg), otruby, vitamínové a minerální doplňky, chléb, mrkev, jablka, řepa, dále by měli mít k dispozici kostku soli a 30–50 litrů vody denně.

## Galerie

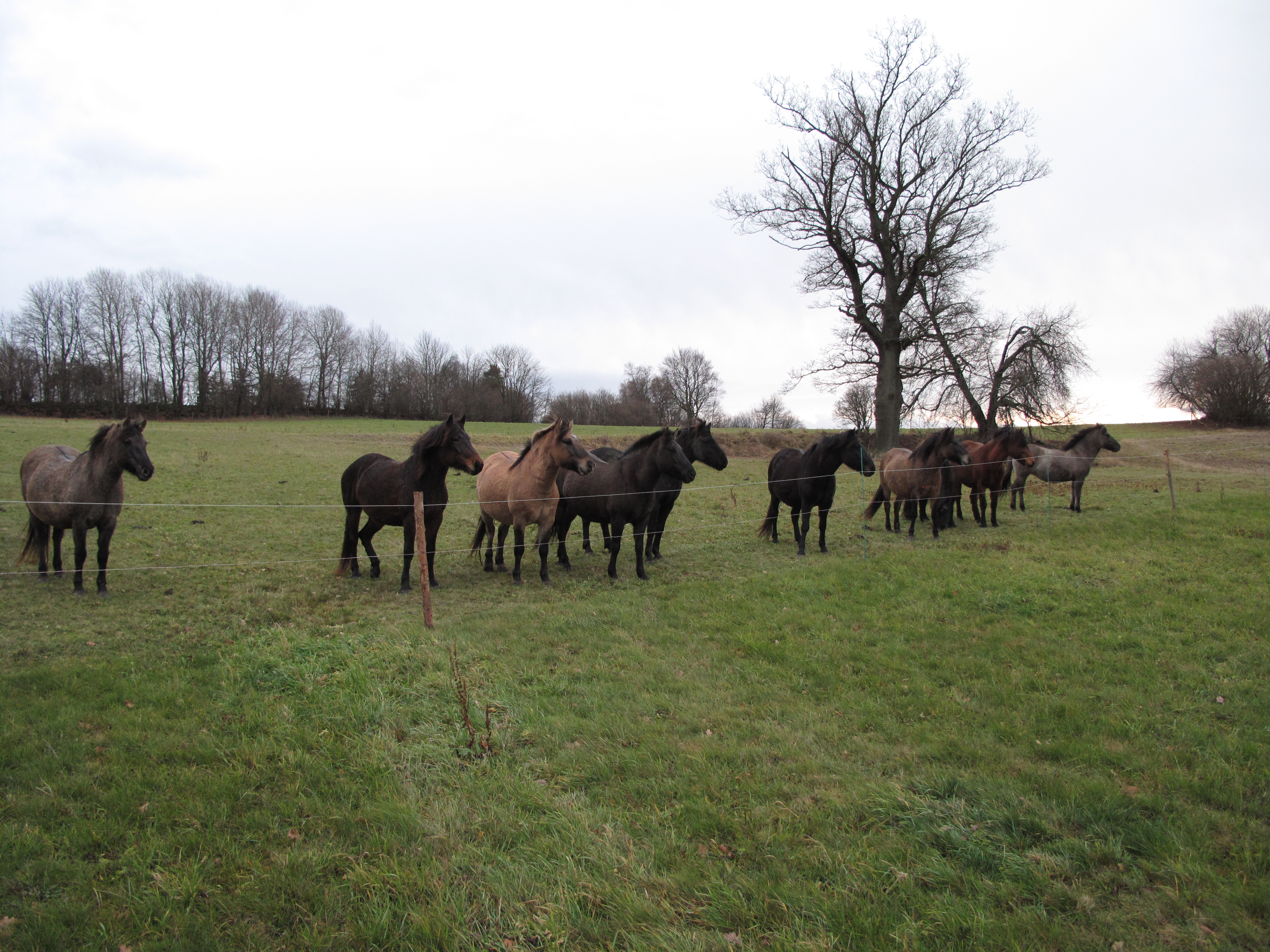
Huculové na pastvě v Cunkově
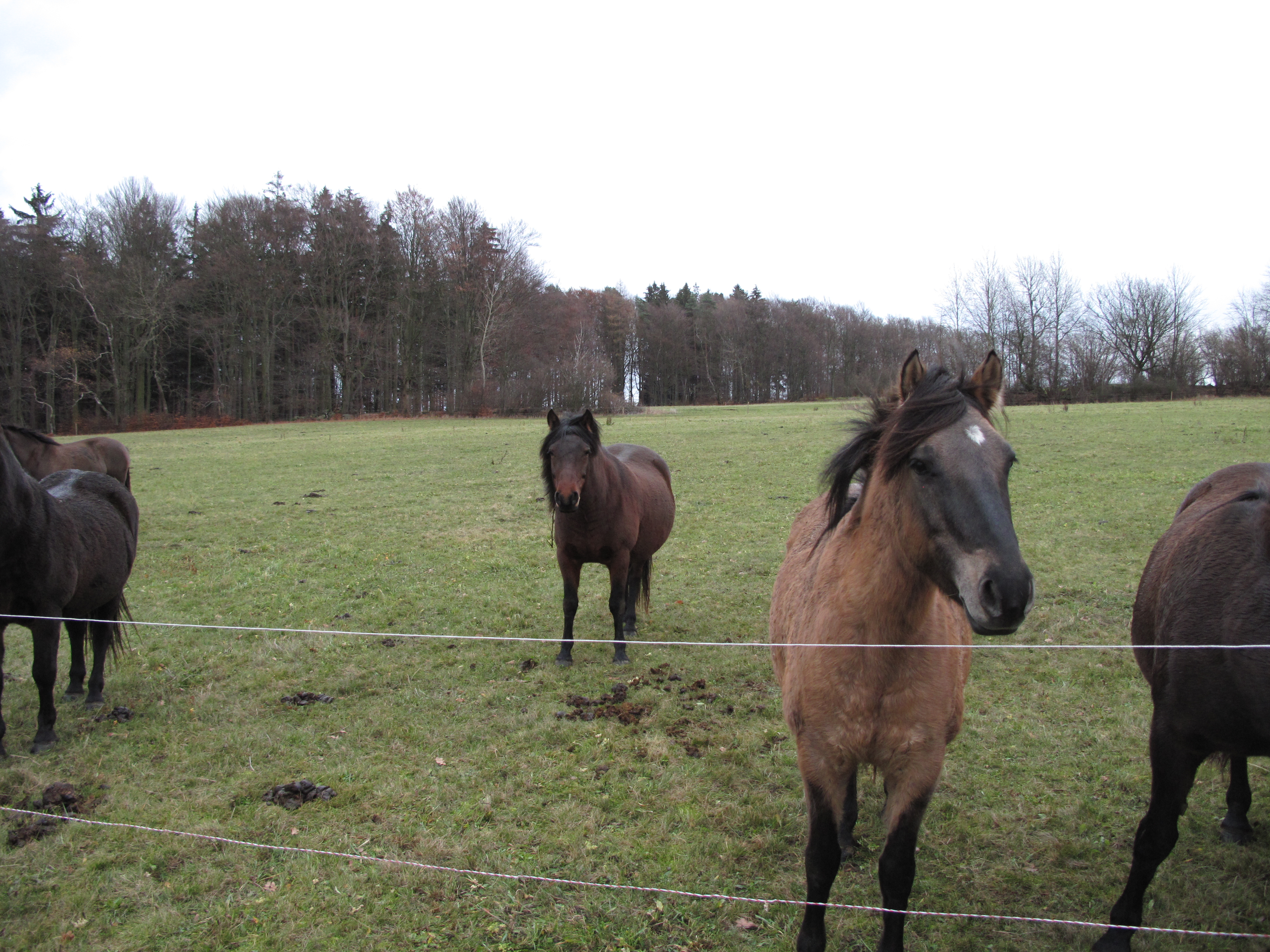